# Zygmunt Mysłakowski
Zygmunt Karol Mysłakowski (ur. 4 sierpnia 1890 w Nowym Mieście, zm. 1 października 1971 w Krakowie) – nauczyciel,  pedagog, teoretyk wychowania, profesor Uniwersytetu Jagiellońskiego w Krakowie, rektor Wyższej Szkoły Pedagogicznej w Krakowie w latach 1950–1956, przedstawiciel pedagogiki kultury i pedagogiki socjalistycznej.

## Życiorys
Urodził się w rodzinie Mariana Mysłakowskiego h. Ogończyk (1861–1946) i Stefanii (1869–1942). Pierwsze 5 lat życia spędził w małej wsi Łubki. Maturę zdał eksternistycznie w 1909 w Gimnazjum filologicznym Wojciecha Górskiego w Warszawie. W latach 1909–1913 studiował na Uniwersytecie Jagiellońskim najpierw nauki przyrodnicze, a potem filozofię, psychologię i teorię poznania. Studiował też w Wiedniu i Paryżu. W 1917 roku doktoryzował się na UJ na podstawie pracy Metoda intuicji i metafizyka Henryka Bergsona. W tym czasie pracował już jako nauczyciel gimnazjalny w Warszawie i był wykładowcą na Wyższych Kursach Pedagogicznych. Od 1912 roku był członkiem Związku Strzeleckiego w Krakowie. Brał udział w wojnie polsko-bolszewickiej. Na początku lat 20. pracował w Lublinie jako dyrektor Seminarium Nauczycielskiego, a następnie od 1924 rozpoczął pracę na UJ jako asystent przy Seminarium Filozoficznym. W 1925 roku habilitował się na podstawie pracy Rozwój naturalny i czynniki wychowania W 1926 roku został kierownikiem katedry pedagogiki UJ, a w 1927 otrzymał nominację na profesora nadzwyczajnego. W okresie międzywojennym redagował Bibliotekę Pedagogiczno-Dydaktyczną „Książnicy-Atlas” oraz był redaktorem „Chowanny”, „Kultury Pedagogicznej”, „Ruchu Pedagogicznego”. Był członkiem zarządu Polskiego Towarzystwa Pedagogicznego i Rotary Clubu w Krakowie. 
Po wybuchu II wojny światowej został aresztowany 6 listopada 1939 w ramach Sonderaktion Krakau i wraz z innymi profesorami trafił do obozu koncentracyjnego Sachsenhausen. Do Krakowa wrócił w lutym 1940 roku i szybko zaangażował się w pracę w tajnym nauczaniu. Należał z ramienia Wojewódzkiej Komórki Polskiej Partii Socjalistycznej – Wolność, Równość, Niepodległość do zespołu kierującego pracami oświatowymi. Następnie w lipcu 1944 wszedł w skład konspiracyjnej krakowskiej wojewódzkiej Rady Narodowej. W tym czasie nawiązał kontakty z Polską Partią Robotniczą, której członkiem stał się w 1946 roku. 
Po wojnie, w 1945 roku został mianowany profesorem zwyczajnym i powrócił po wojennej przerwie na stanowisko kierownika katedry pedagogiki UJ. Piastował to stanowisko do przejścia na emeryturę w 1960 roku. 
W latach 1950–1956 pełnił godność rektora Państwowej Wyższej Szkoły Pedagogicznej w Krakowie (obecnie UKEN). 
Był również założycielem i pierwszym prezesem Towarzystwa Przyjaźni Polsko-Radzieckiej (1945), ponadto należał do Polskiej Zjednoczonej Partii Robotniczej.  
Był trzykrotnie żonaty. Z pierwszego małżeństwa, zawartego 18 lipca 1916, z aktorką Zofią z domu Braun miał syna Andrzeja (1917–1963) oficera marynarki. Drugie małżeństwo zawarte 21 listopada 1929 z Heleną Kwiecińską z domu Jeleń (1896–1942) zakończyło się rozwodem w 1939, a z trzeciego z Łucją z domu Nowak (1910–2001) zawartego w 1942 miał dwóch synów: Piotra i Pawła (ur. 1950). 
Zmarł w Krakowie, pochowany na cmentarzu Rakowickim w Krakowie (kwatera LXXI-26-16).

## Wybrane publikacje
- Pedagogika ogólna [w:] „Encyklopedia wychowania”, Warszawa 1934.
- Państwo a wychowanie, Warszawa 1935.
- Kształcenie i doświadczenie, Warszawa 1961.
- Wychowanie człowieka w zmiennej społeczności. Studia z filozofii wychowania, Warszawa 1964.
- O kulturze współżycia, Warszawa 1967.
- Proces kształcenia i jego wyznaczniki, Warszawa 1970.

## Ordery i odznaczenia
- Krzyż Komandorski Orderu Odrodzenia Polski
- Krzyż Oficerski Orderu Odrodzenia Polski (30 czerwca 1955)[8]
- Medal 10-lecia Polski Ludowej (15 stycznia 1955)[9]
- Złota Odznaka ZNP[10]
- Złota Odznaka „Za Pracę Społeczną dla miasta Krakowa” (27 października 1969)[11]